# Pedigree Punk
Pedigree Punk è l'album di debutto del gruppo pop punk tedesco Donots, autoprodotto e pubblicato nel 1996.

## Tracce
1. Elbow and a Smile – 3:46
2. Yestertomorrow – 3:14
3. Fight Instead – 3:44
4. Feeble – 2:10
5. Personality Clash – 3:27
6. Little Song – 2:21
7. Gentleway – 3:32
8. Needful Things – 3:30
9. Awakening – 3:45

## Formazione
- Ingo Knollmann - voce
- Guido Knollmann - chitarra
- Alex Siebenbiedel - chitarra
- Jan Dirk Poggemann - basso
- Eike Herwig - batteria